# Jürgen Hartz
Jürgen Hartz (* 29. September 1966 in St. Ingbert) ist ein deutscher ehemaliger Handballspieler und Trainer. Der Rechtshänder spielt seit der Jugend beim TV Niederwürzbach. Die Spielposition des ehemaligen Nationalspielers war im linken Rückraum.

## Karriere
Mit fünf Jahren begann Jürgen Hartz in der Jugend des saarländischen TV Niederwürzbach. Aus der Jugend des Vereins schaffte er bereits 1983 als Sechzehnjähriger den Sprung in die erste Mannschaft des damaligen Saarligisten. Noch in der gleichen Saison stieg der Verein in die Oberliga Saar auf. 1985 wurde die Mannschaft Meister der Oberliga und kam so in die Regionalliga Südwest. 1987 erfolgte der Aufstieg in die zweite Bundesliga Süd und wiederum zwei Jahre später gelang der Aufstieg in die erste Bundesliga. Mit der Mannschaft wurde Hartz zweimal Deutscher Vize-Meister und gewann 1995 der Euro-City-Cup. Von 1986 bis 1994 war er zudem Mitglied der Nationalmannschaft und erzielte in insgesamt 58 Spielen 158 Tore.
Als der TV Niederwürzbach nach der Saison 1998/99 auf den Verbleib in der Bundesliga verzichtete und die erste Männermannschaft in die Oberliga Saar zurückgestuft wurde, blieb Hartz dem Verein treu. Hartz spielte danach noch in der dritten Mannschaft des TV Niederwürzbach und war Trainer der Aktiven und der B-Jugend. Danach trainierte er mehrere Jahre die HSG Marpingen-Alsweiler, mit der er in zur Saison 2019/20 die 3. Liga aufstieg. In der Saison 2021/22 stieg Harzt mit dem Team wieder ab. Seit 2022 betreut er die HSG TVA/ATSV Saarbrücken.

## Privatleben und Beruf
Hartz ist studierter Betriebswirt und leitete als Geschäftsführer die seit 6. Januar 2014 insolvente Metall- und Glasbau Hartz GmbH (MGH) in Niederwürzbach. Er ist verheiratet und hat zwei Kinder. Sein Onkel ist Peter Hartz. Sein Vater Rudi Hartz war lange Jahre im TV Niederwürzbach engagiert und agierte auch als Jürgen Hartz’ Manager.